# Nok Kundi
Nok Kundi (Urdu نوک کنڈی) ist eine kleine Stadt im Westen Pakistans im Distrikt Chagai der Provinz Belutschistan.
Der Ort liegt an der Nationalstraße N-40 ca. 140 Kilometer östlich des iranisch-pakistanischen Grenzübergangs Mīrjāveh-Taftan. Mitten durch den Ort führt auch die Eisenbahnstrecke Quetta–Zahedan (Trans-Belutschistan-Bahn), die von Quetta nach Westen zum Grenzübergang bei Taftan und weiter nach Zahedan im Iran verläuft. Die Strecke ist allerdings oft, sowohl im Winter als auch in den Sommermonaten, von Überschwemmungen oder Wanderdünen in Mitleidenschaft gezogen, sodass oftmals nur unregelmäßig Zugverkehr stattfindet.
Nok Kundi bedeutet auf paschtunisch „stumpfe Spitze“. Aus dieser Region des westlichen Pakistan, die ursprünglich von Skythen und Parthern bewohnt war, gründete das Haus der Surenas ein Reich. Historisch ist das Land für die Menschen als Drangiana „Wasser produzierende Land“ bekannt. Es wurde von den Griechen erfasst und als Drangiana in der griechischen Literatur hellenisiert. Das ursprüngliche Wort für diese Region überlebt noch in paschtunisch als Zaranda („Wassermühle“ oder „Frühling“). Dieses Wort kommt auch im altpersischen als Zaranka („Wasserland“) vor.
Die Stadt besteht heute aus vielen kleinen Bazars, einer Poststation, einer knapp 900 Meter langen Landepiste für Flugzeuge, einem Gesundheitszentrum und anderen zivilen und militärischen Einrichtungen. Belutschen mit Krummsäbeln an der Hüfte bestimmen das Ortsbild. Sie sitzen oft vor den zahlreichen Lehmbauten und trinken den sehr begehrten heißen Tschai (Tee). Die Temperaturen erreichen im Sommer weit über 40 Grad Celsius, teilweise sogar bis knapp unter 50 Grad. Es weht oft ein sehr starker und heißer trockener Wind, der die Sonne bereits am Nachmittag zunehmend hinter einer Wand aus Staub und Sand verschwinden lässt, sodass die Dämmerung früher als erwartet eintritt.
Die australische Minengesellschaft Tethyan (Australia) hat in den Gebirgszügen um Nok Kundi mit dem „Reko Diq Projekt“, über ihr Tochterunternehmen Tethyan Copper Company Pakistan, in das größte pakistanische Kupfer- und Gold-Explorationsprojekt investiert. Dabei hat das Unternehmen Partnerschaften mit lokalen Gruppen gegründet, die eine Verbesserung der sozialen Infrastruktur bedeuteten.

## Klimatabelle
|                       | Jan  | Feb  | Mär  | Apr  | Mai  | Jun  | Jul  | Aug  | Sep  | Okt  | Nov  | Dez  |   |      |
| Mittl. Tagesmax. (°C) | 18,7 | 21,5 | 27,7 | 33,8 | 39,0 | 42,7 | 42,9 | 41,5 | 38,1 | 33,3 | 26,9 | 21,0 | ⌀ | 32,3 |
| Mittl. Tagesmin. (°C) | 4,0  | 6,8  | 12,6 | 18,6 | 23,5 | 27,4 | 28,6 | 26,6 | 21,9 | 15,9 | 10,0 | 5,5  | ⌀ | 16,8 |
|                       |      |      |      |      |      |      |      |      |      |      |      |      |   |      |
| Niederschlag (mm)     | 11   | 8    | 8    | 4    | 0    | 0    | 1    | 1    | 0    | 0    | 0    | 2    | Σ | 35   |
|                       |      |      |      |      |      |      |      |      |      |      |      |      |   |      |
| Sonnenstunden (h/d)   | 7,1  | 7,3  | 8,1  | 9,4  | 10,1 | 10,0 | 9,3  | 10,3 | 9,1  | 9,4  | 8,5  | 7,3  | ⌀ | 8,8  |
|                       |      |      |      |      |      |      |      |      |      |      |      |      |   |      |
| Luftfeuchtigkeit (%)  | 47   | 46   | 42   | 39   | 35   | 35   | 32   | 27   | 29   | 39   | 38   | 46   | ⌀ | 37,9 |

| 4,0 |

| 6,8 |

| 12,6 |

| 18,6 |

| 23,5 |

| 27,4 |

| 28,6 |

| 26,6 |

| 21,9 |

| 15,9 |

| 10,0 |

| 5,5 |

| 4,0 |

| 6,8 |

| 12,6 |

| 18,6 |

| 23,5 |

| 27,4 |

| 28,6 |

| 26,6 |

| 21,9 |

| 15,9 |

| 10,0 |

| 5,5 |